# 静電誘導
静電誘導（せいでんゆうどう、Electrostatic induction）とは帯電した物体を電気伝導体に接近させることで、帯電した物体に近い側に、帯電した物体とは逆の極性の電荷が引き寄せられる現象。導体中を実際に電荷が移動することで引き起こされる。このとき、電荷は導体内の電位差を打ち消すように移動するため、導体内部は等電位となる。良く似た現象に誘電分極があり、こちらは誘電体の場合に起きる現象である。また、電磁誘導のように物体同士に連続した変動がある必要はない。
1753年にジョン・キャントン（John Canton）が、帯電体に金属を近づけたときに発生することを発見。

## 用途
- 静電誘導トランジスタ(SIT, Static induction transistor)
- 静電誘導サイリスタ
- 電気盆
- 静電発電機
  - ウィムズハースト式誘導起電機

## 誘導障害
静電誘導により他の送電線や通信回線に電流が流れたり、人が刺激を受けたりする誘導障害が発生することがある。対策として静電シールドがある。